# Agernæs, Nordfyns kommun
Agernæs är en liten by i Nordfyns kommun i Region Syddanmark i Danmark. Den ligger på Fyn, cirka 16 kilometer öster om Bogense.